# 林孝琡
林孝琡（LIM Hyo-Sook，1982年4月26日—），韓國女子排球運動員，現為韓國國家女子排球隊隊員。

## 簡歷
2012年7月，林孝琡代表韓國出戰英國倫敦舉行的奥林匹克运动会女子排球比賽。